# Кокші
Кокші́ (рос. Кокши) — село у складі Совєтського району Алтайського краю, Росія. Адміністративний центр Кокшинської сільської ради.

## Населення
Населення — 907 осіб (2010; 1099 у 2002).
Національний склад (станом на 2002 рік):
- росіяни — 94 %